# Сердаров, Ата Овезнепесович
Ата Овезнепесович Сердаров (туркм. Ata Öweznepesowiç Serdarow; 1964, Ясман-Салык) — туркменский медик, дипломат и политический деятель. С 2016 года и по настоящее время является Чрезвычайным и Полномочным Послом Туркменистана в Бельгии. Бывший Министр здравоохранения и медицинской промышленности Туркмении (2007—2010).

## Биография
Родился в селе Ясман-Салык Рухабатского этрапа.
В 1987 году получил высшее образование окончив Туркменский государственный медицинский институт по специальности врач-хирург. Кандидат медицинских наук.
Трудовую деятельность начал в 1987 году врачом-интерном в хирургическом отделении больницы «Скорой помощи».
В 1987—1991 годах работал врачом-хирургом в больнице города Абадан.
В 1991—1994 годах был аспирантом кафедры общей хирургии ТГМИ.
В 1994—2005 годах являлся ассистентом курса урологии кафедры факультативной хирургии Туркменского государственного медицинского института.
В 2002—2005 годах работал деканом факультета педиатрии ТГМИ.
С месяца Туркменбаши по месяц Новруз 2005 года — директор фармацевтического предприятия «Тенекар». С месяца Гурбансолтан 2005 года — директор объединения «Туркмендермансенагат».
С 27 февраля 2007 по 9 апреля 2010 занимал пост Министра здравоохранения и медицинской промышленности Туркменистана.
С июля 2010 года Чрезвычайный и полномочный посол в Армении. В декабре 2012 года освобожден от должности Чрезвычайного и Полномочного Посла Туркменистана в Республике Армения «в связи с переходом на другую работу».
12 декабря 2012 года назначен послом Туркменистана в Турецкой Республике. 16 сентября 2013 года назначен одновременно Чрезвычайным и Полномочным Послом Туркменистана в Государстве Израиль.
26 февраля 2016 года назначен Чрезвычайным и Полномочным Послом Туркменистана в Королевстве Бельгия 26 марта 2016 года вручил верительные грамоты Королю бельгийцев Филиппу.
По состоянию на 2018 год занимал должности Чрезвычайного и Полномочного Посла Туркменистана в Королевстве Бельгия, Чрезвычайного и Полномочного Посла Туркменистана в Великом Герцогстве Люксембург, Чрезвычайного и Полномочного Посла Туркменистана в Королевстве Нидерланды, главы представительства Туркменистана при Европейском Союзе, а также Постоянного представителя Туркменистана при организации по запрещению химического оружия. 2 апреля 2018 года Ата Сердаров был избран председателем Демократической партии Туркменистана. В связи с этим 5 апреля 2018 года президент Гурбангулы Бердымухаммедов освободил его от всех дипломатических должностей.

## Награды
- Памятный знак Туркменистана «Magtymguly Pyragynyň 300 ýyllygyna» (10 декабря 2024 года) — учитывая большой личный вклад в изучение в эру Возрождения новой эпохи могущественного государства творческого наследия туркменского поэта-классика Махтумкули Фраги и его популяризацию в мире, в воспитание подрастающего молодого поколения в духе почитания национальных ценностей, традиций и обычаев нашего народа, сформировавшихся на протяжении веков, в воспитание качеств патриотизма, высокой нравственности, трудолюбия, гуманизма, храбрости и мужества, а также по случаю 300-летия со дня рождения Махтумкули Фраги[7]